# Шаулич, Елена
Елена Шаулич, в замужестве Бойович (серб. Јелена Шаулић / Бојовић; 1896, Юнча-До, около Жабляка — 21 марта 1921, Плевля) — черногорская учительница, участница Толпицкого восстания и партизанского комитского движения в Черногории во время Первой мировой войны.

## Детство и юность
Елена Шаулич родилась в 1896 году в деревне Юнча-До (недалеко от Дурмитора и Жабляка). Младшая дочь из пятерых детей священника Перко Шаулича. Современниками описывается как высокая девушка с чёрными косами, пронзительным взглядом, острым языком и изящной красоты — так в народе появилась поговорка «красивая как Елена Шаулич». Из-за конфликта с королём Николой I её отец с семьёй уехал из Черногории, и Елена провела детство в Сербии, в Медведже. Отличалась ясностью ума и множеством добродетелей, до войны окончила в краткие сроки учительскую семинарию и стала учительницей в Призрене.

## Война
17 февраля 1917 года болгары убили мать Елены, Станку Шаулич (в девичестве Кнежевич), а 21 февраля разразилось Топлицкое восстание. К восставшим примкнули Елена Шаулич и её отец Перко, которые вступили в Гайтанский четницкий отряд Косты Воиновича на горе Радан. С винтовкой и гранатой Елена внушала страх и ужас болгарским солдатам, участвуя в боях за гору Радан в составе Гайтанского отряда. После провала восстания Елена с группой восставших перешла в Черногорию, где вступила в комитскую роту воеводы Бошко Бойовича. Солдаты Бойовича воевали против австро-венгерских оккупантов в районе Дурмитора.
В январе 1918 года в битве при Вреле Елена Шаулич в бою захватила в плен боснийца Османа Йогуницу, известного военного преступника. Комиты приговорили его к смерти, и Елена лично застрелила осуждённого Йогуницу. Несмотря на большое количество почитателей, у Елены объявились и свои враги как среди австро-венгерских оккупантов, так и завистливые комиты, занимавшиеся грабежом и мародёрством. С такими Елена расправлялась достаточно быстро. В своём военном дневнике она писала:

Я думала, что исполняла один священный и благородный долг. А вообще всегда хотела умереть так, как достойная сербка. Даже под вражескими штыками я смеялась бы смерти в лицо и без страха и сомнений пошла бы с ней на встречу.
Оригинальный текст (серб.)Сматрала сам да чиним једну свету и племениту дужност. А вазда сам желела да умрем само као достојна Српкиња. Па и под непријатељским бајунетима, тој би се смрти насмејала и без успреге и страха на сусрет изашла.

## После войны
После окончания Первой мировой войны Елена вышла замуж за воеводу Бошко Бойовича и создала с ним семью в Плевле, где работала учительницей. Однако последствия полученных ранений на войне и изнурительных походов привели к тому, что 21 марта 1921 года Елена скоропостижно скончалась после болезни на 26-м году жизни. По преданию, в области Дробняк, откуда Елена была родом, больше года никто не организовывал праздники, не пел и не играл музыку.
Посмертно Елену Шаулич наградили орденом Звезды Карагеоргия с мечами. Общество солдат и почитателей войн 1912—1918 годов из Плевли установило ей памятник на Плевльском городском кладбище, где Елена была похоронена. Историки называют её героиней повстанцев Топлицы и Дурмитора.